# Birger Sandzén

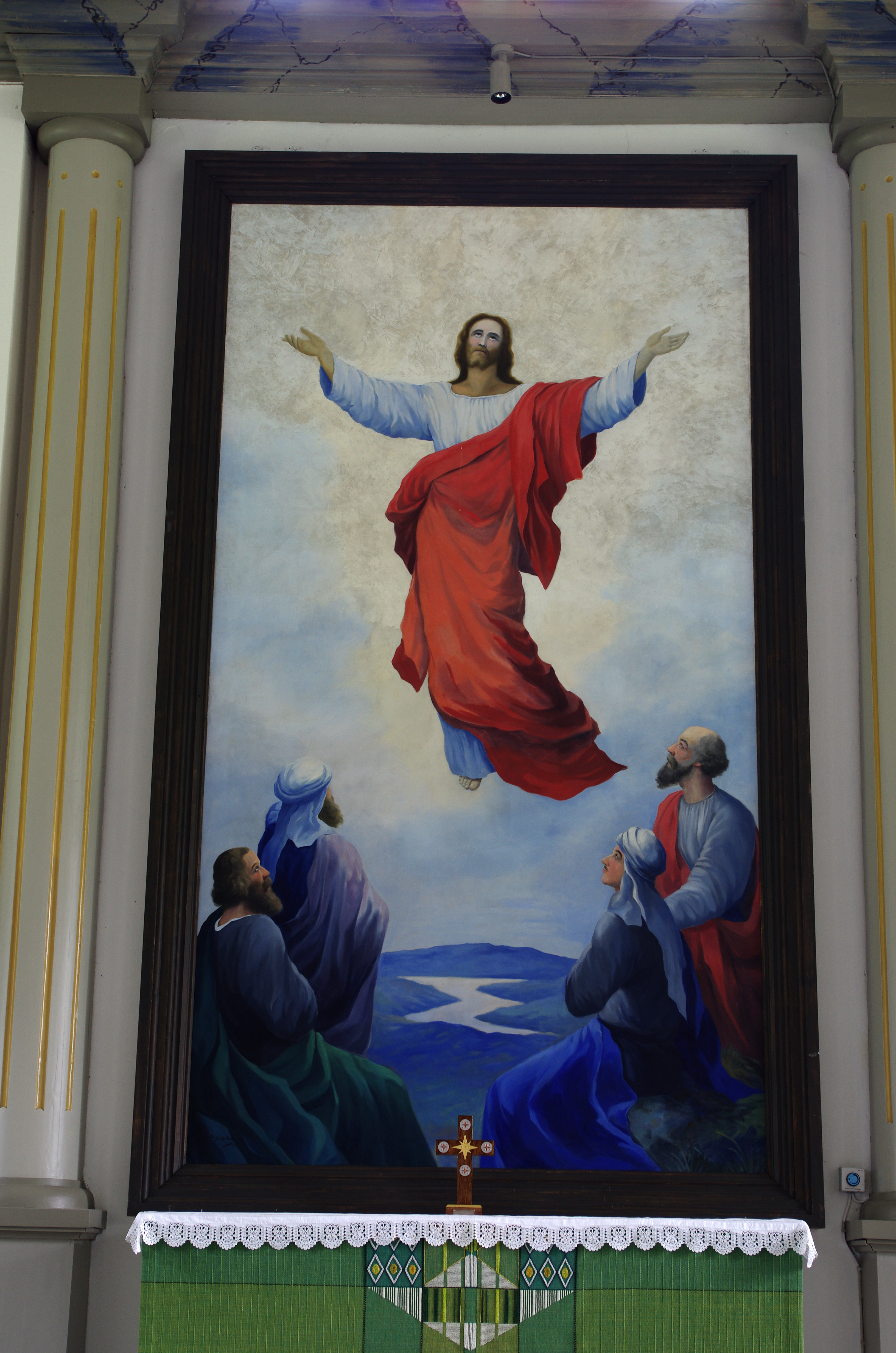
Altartavlan i Fröjereds kyrka utförd av Sandzén 1907.

Sven Birger Sandzén, född 5 februari 1871 i Blidsberg i Västergötland, död 22 juni 1954 i Lindsborg, Kansas, var en svensk-amerikansk målare, tecknare, grafiker, lärare och konstskriftställare. 
Han växte upp i en prästfamilj som son till kontraktsprosten Johan Petter Sandzén  och Clara Carolina Elisabeth Sylvén. Sandzén fick redan som tioåring sina första konstlektioner av Olof Erlandsson vid Skara högre allmänna läroverk. Efter avlagd studentexamen i Skara 1890 studerade han konsthistoria och franska under en termin vid Lunds universitet innan han sökte sig till Stockholm för att studera konst. Han sökte in till Konstakademien men blev inte antagen så istället studerade han vid Konstnärsförbundets skola i Stockholm 1891–1892 med Anders Zorn, Richard Berg och Per Hasselberg som lärare. Tillsammans med sin studiekamrater Nils Kreuger och Karl Nordström bildade han gruppen Varbergsskolan. 
Under studietiden rekommenderade både Anders Zorn och Richard Bergh honom att fortsätta sina konststudier i Paris, så 1894 reste han till Paris och studerade där en tid för Edmond Aman-Jean. Vid återkomsten till Sverige blev han via en tidningsartikel uppmärksammad på den utbildning som gavs vid undervisningsanstalten Bethany College i nybyggarsamhället Lindsborg och han kontaktade skolan med en förfrågan om tjänst som lärare där. Han erbjöds en tjänst som lärare i humanistiska ämnen samt tjänsten som ledare för skolans konstundervisning. Senare samma år reste han till USA för att tillträda sin tjänst. Han kom senare även att undervisa i olika språk och utnämndes till huvudlärare i konst vid skolan, han arbetade kvar vid skolan fram till sin pension 1946. Vid sidan av sitt arbete utvecklade han ett rikt konstnärskap, som gjorde honom till sin tids mest kände svensk-amerikanske konstnär. Under åren företog han ett flertal studie- och målarresor till bland annat England, Tyskland, Frankrike, Italien, Spanien och Mexiko. Under de första åren som konstnär arbetade han mest med porträttstudier och Richard Bergh spådde att Sandzén skulle kunna bli en av landets främsta porträttmålare. Men istället blev han mer och mer tilltalad av Landskapsmåleri och efter ankomsten till Lindsborg fascinerades han av Kansas magnifika landskapslinjer och den kärva miljön i nybyggarsamhället. Hans stora produktion domineras av motiv med bergsformationer i silhuett, solbelysta klippor, sjöar, stränder och träd. För att på en bredare front sprida konstintresset i jordbruksområdena i Mellersta västern reste han runt på landsbygden och höll föredrag om konst i olika föreningar. Han var dessutom gästlärare och föreläsare vid bland annat Kansas City Art Institut, Fairmont Coillege i Wichita, Broadmoor Art Academy i Colorado Springs samt Michiganuniversitet i Ann Arbor. Som konstskriftställare medverkade han i ett flertal tidskrifter med artiklar om konst och 1903 utgav han den illustrerade essäsamlingen With brush and pencil som kom i svensk översättning samma år. Han utgav även litografimapparna The Smoky Vally 1922 och In the Mountains 1923. 
Under sin tid i Amerika besökte han Sverige tre gånger, det sista besöket skedde 1924 och då passade han på att donera ett antal grafiska blad till Nationalmuseum. Separat ställde han ut på Babcock Gallery i New York 1922 och den utställningen väckte stor uppmärksamhet med fina recensioner i pressen. Senare medverkade han i ett stort antal separat- och samlingsutställningar i USA, och var tillsammans med Gustaf Nathanael Malm och Carl Lotave en av initiativtagarna till att de svensk-amerikanska konstutställningarna startade 1899. I Sverige ställde han ut på Gummesons konsthall 1937 men hans konst med motiv från Arizonas klippiga ödemarker uppskattades inte av den Svenska publiken. I ett uppgivet brev till Carl Milles skriver han Jag är för radikal, eller för konservativ, eller min färgblandning för "'konstig"'. Och dock är ju färgglädje någonting alldeles normalt. Senare samma år ställde han ut tillsammans med Frans Timén i Lidköping. Bland de övriga svenska utställningarna han medverkade i märks konstutställningen i Göteborg 1896 och en utställning av Västgötakonst i Skara 1924. En retrospektiv utställning visades på Wichita Art Museum, Wichita, Kansas 1985.
Bland hans arbeten i Sverige märks altartavlan i Fröjereds kyrka. Tillsammans med sin bror komministern i Asklanda Gustaf Sandzén tog de ett initiativ till att bevara medeltidskyrkan i Ornunga. För att hedra hans minne uppfördes Birger Sandzén Memorial Gallery på Bethany College 1957, och för sitt arbete med konstutbytet mellan USA och Sverige tilldelades han en Vasaorden och han utnämndes till hedersdoktor vid ett flertal amerikanska universitet. 
Han gifte sig 1897 med Alfrida Leksell som då var musikelev vid Bethany College och paret fick dottern Margarita Elizabeth Sandzén. Hans konst består av landskapsmålningar från Smoky Hill River Valley, Rocky Mountain National Park och Yellowstone National Park utförda i olja, akvarell eller i form av etsningar. 
Sandzén är representerad vid Göteborgs konstmuseum, Millesgården, Moderna museet, Smålands museum, Lunds universitet, Nordiska museet, Svenska Emigrantinstitutet i Växjö, Bethany College, Beach Museum of Art vid Kansas State University, Metropolitan Museum of Art i New York, Art Institute of Chicago, Library of Congress i Washington, British Museum i London, Bibliothèque Nationale i Paris och Western Art Museum i Denver.